# Georg Deidrich
Georg Deidrich, magyaros írásmóddal Deidrich György (16. század – 17. század ?) bölcsészdoktor, evangélikus lelkész, költő

## Élete
Georg Deidrich tekei lelkész fia volt. Iskolai tanulmányait Besztercén, Nagyszebenben és Kolozsvárt folytatta, 1587-ben a strassburgi egyetem hallgatója lett, ahol 1589. március 20-án magisteri fokozatot szerzett.
Olaszországban tett utazása során Rómában egy kocsmai verekedés miatt elfogták; a fogságából egy jezsuitához küldött latin nyelvű verse mentette ki. Kihallgatást nyert V. Sixtus pápánál, aki megajándékozta őt aláírt arcképével. Ez a látogatás később sok kellemetlenséget okozott neki.
1591-ben Nagyszebenben az iskola igazgatója lett. 1592-ben feljelentették méltatlan magaviselet miatt, egyrészt mert Rómában megcsókolta a pápa lábát, másrészt neki tulajdonítottak egyes gúnyversek szerzőségét is. A per eredményeképpen megfosztották hivatalától, 1593. május 12-én azonban a nagyszebeni káptalan ártatlannak nyilvánította, és visszakaphatta állását.
Apja halála után Tekén lett lelkész. 1598-ban megfosztották lelkészi tisztségétől.

## Munkái
- Analysis libri VI. Ethicorum Aristotelis ad Nicomachum, de quinque habitibus intellectus: Arte, Scientia, Prudentia, Sapientia et Intelligentia. Argentorati, 1589.
- Elegia de obitu cl. et doct. Piae memoriae Viri Michaelis Bentheri… Uo. 1589.
- Oratio sub auspiciis Melchioris Junii, rect. acad. Argent. de eo: Quid sciri, certeque percipi nihil possit in hac vita. Uo. 1589.
- Hodoeporicon itineris Argentoratensis, insignium quo aliquot locorum et urbium, cum Ungariae, tum vero maxime Germaniae descriptiones, fluviorum item ac montium quorundam apellationes, Historicas denique nonnullas, aliaque lectu non injucunda continens. Uo. 1589.
- Sigismundus Bathoreus. Anagrammaticus. Magnus Heros, Dius tu bis. Cibinii, 1591.
- Programma ad Discipulos. Uo. 1591.
- Theses ethicae de causa efficiente virtutum moralium, ex Lib. 2. Ethic. Aristotelis, in Celeber. Cibiniensium Gymnasio, ad disputandum propositae 19. Febr. 1592. Uo. (Ivrét lapon. Kovacsóczy Farkas karlátnokhoz intézett ajánlással.)
- Epithalamion in nuptias Rev. Clarissimique Viri, D. Georgii Melae et Annae, feminae pudicissimae, relictae quondam D. Joannis Reneri, Senat, Cibin… Uo. 1592.
- Programma. Cibinii, X. Kal. Jan. 1592. Uo.
- Epigramma, in admirandam conservationem Ill. Principis Transylvaniae et Siculorum Comitis… Dni Sigismundi, nec non Magnificor. Dominor. D. Balthasaris et D. Stephani Batoreorum, Scriptum… Uo. 1593.

Der du bist Schöpfer aller Ding kezdetű éneke, mely a Deus Creator omnium fordítása, a Radetz Bálint Gesangbüchlein-jában (Kolozsvár, 1620.) neki tulajdoníttatik.